# Magaluf
Magaluf är en ort i kommunen Calvià på den spanska ön Mallorca i Medelhavet och ligger cirka 20 km från staden Palma de Mallorca. Den är populär bland framför allt charterturister som åker på sol- och badsemester. Utöver det är det även ett mycket populärt resmål för ungdomar som i första hand är ute efter att festa. Orten ligger i kommunen Calvià och ligger inom en grupp med orter, framförallt Torrenova och Palma Nova. Orten i sig har 4 346 fast bosatta invånare.
Ortens namn tros komma från de katalanska orden "maga" och "alou" som betyder "stor vik".
Den svenske popartisten Orup besjöng 1992 orten i melodin med samma namn.